# 今野敏
今野 敏（こんの びん、1955年9月27日 - ）は、日本の小説家、元漫画原作者、武道家。本名は敏（さとし）。血液型はO型｡

## 略歴
北海道三笠市に生まれ、高校の教師をしていた父親の転勤に伴い、岩見沢市、江差町で育つ。函館ラ・サール高等学校、上智大学文学部新聞学科卒業。中学は剣道部、高校・大学は茶道部（裏千家）、高校では他に演劇部、大学では空手同好会（糸東流で伊藤四郎師範に師事）に所属。函館ラ・サール高校では1年次のみ大部屋寮生活を経験しており、「流行作家は伊達じゃない」及び「寮生 一九七一年、函館。」にて在寮当時の様子が描かれている。
上智大学在学中の1978年に『怪物が街にやってくる』で第4回問題小説新人賞を受賞しデビュー。 1979年同大卒業後、東芝EMI入社。1980年から日本空手道常心門の池田奉秀師範に師事。1981年に東芝EMIを退社し小説家に専念。1999年より空手道今野塾を主宰（常心門から独立。現・少林流空手今野塾）。本部は東京。支部は大阪、広島、モスクワ、サンクトペテルブルクなどにある。
押井守と親交があり『夕暴雨 東京湾臨海署安積班』には「機動警察パトレイバー」の後藤喜一警部補が、押井の著作『番狂わせ 警視庁警備部特殊車輛二課』には安積達が後藤と同期としてゲスト出演している。また押井と対談本『武道のリアル』を上梓している。
長年の空手の経験から武道や格闘技の描写に優れる。裏社会や登場人物の心理描写も特徴的で、上品でポジティブな作風から女性のファンも多い。ジャンルとしては警察小説、SF、バイオレンス、アクション、伝奇、オカルトといった分野の作品が多い。
2014年年始より9月まで（最終回は10月2日付け）、朝日新聞夕刊で連載小説『精鋭』を執筆。

## 人物
- 射撃、ダーツ（東京ダーツ協会会員）、スキューバダイビング、模型制作（機動戦士ガンダムの1/220スケールモデルがメイン）[3]などの多彩な趣味を持つ。
- 1989年の第15回参議院議員通常選挙で、政党「原発いらない人びと」の候補者（比例区）となるが、落選。
- 日本ペンクラブ副会長[4]、同・元獄中作家委員会（ライターズ・イン・プリズン）委員長。
- 日本冒険作家クラブでは代表幹事をつとめた。
- 2013年、日本推理作家協会理事長に就任し、のち、2014年から2019年まで代表理事を務める。
- 日本SF作家クラブ会員[5]。
- 漫画家の石ノ森章太郎は父方のはとこ[6]。小説家デビュー後にいくつかのアドバイスを得ている（小説宝石2009年5月号）。
- 東芝EMI勤務時にはディレクター兼宣伝担当としてTM NETWORKの前身バンド「SPEEDWAY」などを担当。また、宣伝担当としてはオフコース、甲斐バンド、チューリップなどニューミュージック系のアーティストを主に担当した。作家活動に入ってからは音楽から遠ざかっていたが、2012年、東芝EMI時代の同僚と再会したことがきっかけとなり、自身が主宰するレコードレーベル「78LABEL」を立ち上げる[7]。自著作品との連動を意識し、電子書籍とのタイアップや、自著のテレビドラマ版の劇伴音楽のサウンドトラック盤を発表している。

## 文学賞受賞・候補歴
太字が受賞したもの
- 1978年 - 『怪物が街にやってくる』で第4回問題小説新人賞受賞。
- 2006年 - 『隠蔽捜査』で第27回吉川英治文学新人賞受賞、第59回日本推理作家協会賞（長編及び連作短編集部門）候補[8]。
- 2008年 - 『果断 隠蔽捜査2』で第21回山本周五郎賞受賞[8]、第61回日本推理作家協会賞（長編および連作短編集部門）受賞[8]。
- 2016年 - 『東京湾臨海署安積班』シリーズで第1回吉川英治文庫賞候補。
- 2017年 - 『隠蔽捜査』シリーズで第2回吉川英治文庫賞受賞[9]。
- 2023年 - 第27回日本ミステリー文学大賞受賞。

## ミステリ・ランキング
週刊文春ミステリーベスト10
- 2007年 - 『果断 隠蔽捜査2』9位
- 2009年 - 『同期』10位
- 2011年 - 『転迷 隠蔽捜査4』10位
- 2013年 - 『宰領 隠蔽捜査5』20位

このミステリーがすごい!
- 1995年 - 『蓬莱』18位
- 2006年 - 『隠蔽捜査』20位
- 2008年 - 『果断 隠蔽捜査2』4位
- 2010年 - 『同期』14位
- 2012年 - 『転迷 隠蔽捜査4』14位

ミステリが読みたい!
- 2008年 - 『果断 隠蔽捜査2』6位

## 文学賞選考委員
数々の文学賞の選考委員をつとめている。
- 江戸川乱歩賞：2010年（第56回） - 2018年（第64回）
- 大藪春彦賞：2011年（第14回） - 2017年（第19回）
- 日本ミステリー文学大賞新人賞：2011年（第15回） - 2014年（第18回）
- 角川春樹小説賞：2011年（第3回） -

## 作品リスト

### シリーズ作品

#### 奏者水滸伝シリーズ（旧題：超能力者シリーズ、ハイパー・サイキック・カルテットシリーズ）
- ジャズ水滸伝（1982年2月 講談社ノベルス）
  - 【改題】超能力セッション走る！（1989年2月 講談社文庫）
  - 【改題】奏者水滸伝 阿羅漢集結編（2009年10月 講談社文庫）
- 超能力者狩り（1985年2月 講談社ノベルス / 1989年8月 講談社文庫）
  - 【改題】奏者水滸伝 小さな逃亡者（2010年1月 講談社文庫）
- 妖獣のレクイエム（1986年2月 講談社ノベルス / 1990年3月 講談社文庫）
  - 【改題】奏者水滸伝 古丹、山へ行く（2010年4月 講談社文庫）
- 超人暗殺団（1986年11月 講談社ノベルス / 1990年8月 講談社文庫）
  - 【改題】奏者水滸伝 白の暗殺教団（2010年7月 講談社文庫）
- 復讐のフェスティバル（1987年8月 講談社ノベルス / 1991年5月 講談社文庫）
  - 【改題】奏者水滸伝 四人、海を渡る（2010年10月 講談社文庫）
- 裏切りの追跡者（1988年3月 講談社ノベルス）
  - 【改題】奏者水滸伝 追跡者の標的（2011年4月 講談社文庫）
- 怒りの超人戦線（1989年1月 講談社ノベルス）
  - 【改題】奏者水滸伝 北の最終決戦（2011年11月 講談社文庫）
- 熱波【シリーズの後日譚】（1998年11月 角川書店 / 2001年8月 ハルキノベルス / 2004年8月 ハルキ文庫 / 2014年8月 角川文庫）

#### 聖拳伝説
- 聖拳伝説1 覇王降臨（1985年5月 トクマ・ノベルズ / 1988年12月 徳間文庫 / 2010年5月 朝日文庫）
  - 【改題】降臨 聖拳伝説1（2023年4月 朝日文庫）
- 聖拳伝説2 叛徒襲来（1986年8月 トクマ・ノベルズ / 1989年6月 徳間文庫 / 2010年6月 朝日文庫）
  - 【改題】襲来 聖拳伝説2（2023年5月 朝日文庫）
- 聖拳伝説3 荒神激突（1987年3月 トクマ・ノベルズ / 1989年12月 徳間文庫 / 2010年7月 朝日文庫）
  - 【改題】激突 聖拳伝説3（2023年6月 朝日文庫）

#### 特殊防諜班シリーズ（旧題：新人類戦線シリーズ）
- 新人類戦線 "失われた十支族" 禁断の系譜（1986年5月 広済堂ブルー・ブックス）
  - 【改題】新人類戦線1 ユダヤ十支族の系譜（1988年6月 天山文庫）
  - 【改題】ユダヤ十支族の系譜 封印の血脈I（2002年1月 学研M文庫）
  - 【改題】特殊防諜班 連続誘拐（2008年12月 講談社文庫）
- 聖卍（スワスティカ）コネクション（1987年1月 広済堂ブルー・ブックス）
  - 【改題】新人類戦線2 聖卍コネクション（1988年8月 天山文庫）
  - 【改題】聖卍コネクション 封印の血脈II（2002年3月 学研M文庫）
  - 【改題】特殊防諜班 組織報復（2009年2月 講談社文庫）
- ユダヤ・プロトコルの標的（1987年8月 広済堂ブルー・ブックス）
  - 【改題】新人類戦線3 ユダヤ・プロトコルの標的（1988年11月 天山文庫）
  - 【改題】ユダヤ・プロトコルの標的 封印の血脈III（2002年5月 学研M文庫）
  - 【改題】特殊防諜班 標的反撃（2009年4月 講談社文庫）
- 過去（シュパンダウ）からの挑戦者（1988年6月 天山ノベルス）
  - 【改題】特殊防諜班 凶星降臨（2009年8月 講談社文庫）
- 失われた神々の戦士（1988年12月 天山ノベルス）
  - 【改題】特殊防諜班 諜報潜入（2009年11月 講談社文庫）
- 黒い翼の侵入者（1989年10月 天山ノベルス）
  - 【改題】特殊防諜班 聖域炎上（2010年3月 講談社文庫）
- 千年王国の聖戦士（メシア）（1990年10月 天山ノベルス）
  - 【改題】特殊防諜班 最終特命（2010年6月 講談社文庫）

#### トランプ・フォース シリーズ
- 切り札部隊 トランプ・フォース（1988年3月 扶桑社）
  - 【改題】切り札 トランプ・フォース（2010年8月 中公文庫）
- トランプ・フォース 狙われた戦場（1989年4月 扶桑社）
  - 【改題】戦場 トランプ・フォース（2010年9月 中公文庫）

#### シド・アキヤマ シリーズ
- ミュウ・ハンター 最後の封印（1988年5月 トクマ・ノベルズ）
  - 【改題】最後の封印（2009年11月 徳間文庫 / 2022年10月 徳間文庫【新装版】）
- ガイア戦記（1989年7月 トクマ・ノベルズ）
  - 【改題】最後の戦慄（2010年1月 徳間文庫 / 2022年11月 徳間文庫【新装版】）

#### 秘拳水滸伝
- 秘拳水滸伝（1989年6月 祥伝社ノン・ノベル）
  - 【改題】秘拳水滸伝 [1] 如来降臨篇（1998年6月 ハルキ文庫 / 2009年9月 ハルキ文庫【新装版】）
- 秘拳水滸伝 2 凶剣軍団の逆襲（1990年9月 祥伝社ノン・ノベル）
  - 【改題】秘拳水滸伝 [2] 明王招喚篇（1998年7月 ハルキ文庫 / 2009年10月 ハルキ文庫【新装版】）
- 秘拳水滸伝 3 怒りの神拳（1991年11月 祥伝社ノン・ノベル）
  - 【改題】秘拳水滸伝 [3] 第三明王篇（1998年8月 ハルキ文庫 / 2009年11月 ハルキ文庫【新装版】）
- 秘拳水滸伝 4 最後の聖拳（1992年11月 祥伝社ノン・ノベル）
  - 【改題】秘拳水滸伝 [4] 弥勒救済篇（1998年9月 ハルキ文庫 / 2009年12月 ハルキ文庫【新装版】）

#### 内調特命班シリーズ（旧題：犬神族の拳シリーズ）
- 犬神族の拳（1990年2月 トクマノベルス）
  - 【改題】内調特命班 邀撃捜査（2009年5月 徳間文庫 / 2018年12月 徳間文庫【新装版】）
- 謀殺の拳士 犬神族の拳2（1992年2月 トクマノベルス）
  - 【改題】内調特命班 徒手捜査（2009年7月 徳間文庫 / 2019年1月 徳間文庫【新装版】）

#### 闘神伝説
- 闘神伝説1（1990年12月 ベストセラーズ / 2009年12月 集英社文庫）
- 闘神伝説2（1991年4月 ベストセラーズ / 2009年12月 集英社文庫）
- 闘神伝説3（1991年8月 ベストセラーズ / 2010年1月 集英社文庫）
- 闘神伝説4（1991年11月 ベストセラーズ / 2010年2月 集英社文庫）
  - 【合本】闘神伝説（1995年2月 徳間文庫【上・下】）

#### 宇宙海兵隊・宇宙海兵隊ギガース
宇宙海兵隊
- 宇宙海兵隊（1990年6月 徳間文庫）
- 宇宙海兵隊2 ジュピター・シンドローム（1991年2月 徳間文庫）

宇宙海兵隊ギガース（宇宙海兵隊の改題・リライト）
- 宇宙海兵隊ギガース（2001年10月 講談社ノベルス / 2008年7月 講談社文庫）
- 宇宙海兵隊ギガース2（2002年6月 講談社ノベルス / 2008年8月 講談社文庫）
- 宇宙海兵隊ギガース3（2003年6月 講談社ノベルス / 2008年9月 講談社文庫）
- 宇宙海兵隊ギガース4（2006年5月 講談社ノベルス / 2011年6月 講談社文庫）
- 宇宙海兵隊ギガース5（2008年5月 講談社ノベルス / 2012年9月 講談社文庫）
- 宇宙海兵隊ギガース6（2012年11月 講談社ノベルス / 2015年4月 講談社文庫） 初出：『メフィスト』 2011年vol.2〜2012年vol.2

#### 潜入捜査シリーズ（旧題：聖王獣拳伝シリーズ）
- 聖王獣拳伝（1991年5月 天山ノベルス）
  - 【改題】潜入捜査（2008年6月 ジョイ・ノベルス / 2011年2月 実業之日本社文庫 / 2021年2月 実業之日本社文庫【新装版】）
- 聖王獣拳伝2（1992年4月 天山ノベルス）
  - 【改題】排除 潜入捜査2（2008年10月 ジョイ・ノベルス / 2011年8月 実業之日本社文庫 / 2021年4月 実業之日本社文庫【新装版】）
- 覇拳聖獣鬼（1993年4月 飛天ノベルス）
  - 【改題】処断 潜入捜査3（2009年1月 ジョイ・ノベルス / 2011年12月 実業之日本社文庫 / 2021年6月 実業之日本社文庫【新装版】）
- 覇拳必殺鬼（1993年10月 飛天ノベルス）
  - 【改題】罪責 潜入捜査4（2009年4月 ジョイ・ノベルス / 2012年4月 実業之日本社文庫 / 2021年8月 実業之日本社文庫【新装版】）
- 覇拳飛龍鬼（1994年8月 飛天ノベルス）
  - 【改題】臨界 潜入捜査5（2009年9月 ジョイ・ノベルス / 2012年10月 実業之日本社文庫 / 2021年10月 実業之日本社文庫【新装版】）
- 覇拳葬魔鬼（1995年3月 飛天ノベルス）
  - 【改題】終極 潜入捜査6（2009年11月 ジョイ・ノベルス / 2013年2月 実業之日本社文庫 / 2021年12月 実業之日本社文庫【新装版】）

#### 孤拳伝
- 孤拳伝 黎明篇（1992年2月 C★NOVELS）
- 孤拳伝 迷闘篇（1992年11月 C★NOVELS）
  - 【合本・改題】孤拳伝1 復讐（2008年11月 中公文庫）【黎明篇・迷闘篇】
- 孤拳伝 烈風篇（1993年3月 C★NOVELS）
- 孤拳伝 流浪篇（1993年9月 C★NOVELS）
  - 【合本・改題】孤拳伝2 漆黒（2008年12月 中公文庫）【烈風篇・流浪篇】
- 孤拳伝 群雄篇（1994年7月 C★NOVELS）
- 孤拳伝 竜門篇（1994年10月 C★NOVELS）
- 孤拳伝 春秋篇（1995年4月 C★NOVELS）
  - 【合本・改題】孤拳伝3 群雄（2009年1月 中公文庫）【群雄篇・竜門篇・春秋篇】
- 孤拳伝 覚醒篇（1995年11月 C★NOVELS）
- 孤拳伝 沖縄篇（1996年11月 C★NOVELS）
- 孤拳伝 完結篇（1997年5月 C★NOVELS）
  - 【合本・改題】孤拳伝4 覚醒（2009年2月 中公文庫）【覚醒篇・沖縄篇・完結篇】
    - 【再編集】孤拳伝（2017年-2018年 中公文庫【全5巻】）

#### 渋谷署強行犯係シリーズ（旧題：拳鬼伝シリーズ）
- 拳鬼伝（1992年6月 トクマノベルス / 1999年1月 徳間文庫)
  - 【改題】密闘 渋谷署強行犯係（2011年5月 徳間文庫）
- 賊狩り 拳鬼伝2（1993年2月 トクマノベルス）
  - 【改題】義闘 渋谷署強行犯係（2008年11月 徳間文庫）
- 鬼神島 拳鬼伝3（1993年6月 トクマノベルス）
  - 【改題】宿闘 渋谷署強行犯係（2009年3月 徳間文庫）
- 虎の尾 渋谷署強行犯係（2014年1月 徳間書店 / 2017年3月 徳間文庫）

#### ボディーガード工藤兵悟シリーズ
- 逃げ切る（1993年7月 祥伝社ノン・ノベル）
  - 【改題】ナイトランナー（1999年2月 ハルキ文庫 / 2008年8月 ハルキ文庫【新装版】）
- 追跡原生林 北八ヶ岳72時間の壁（1994年4月 祥伝社ノン・ノベル）
  - 【改題】チェイス・ゲーム（1999年3月 ハルキ文庫 / 2008年9月 ハルキ文庫【新装版】）
- 血路（1995年4月 祥伝社ノン・ノベル）
  - 【改題】バトル・ダーク（1999年4月 ハルキ文庫 / 2008年10月 ハルキ文庫【新装版】）
- デッドエンド（2012年3月 角川春樹事務所 / 2014年5月 ハルキ文庫）

#### 鬼龍光一シリーズ
- 鬼龍（1994年11月 カドカワノベルズ / 2011年5月 中公文庫 / 2015年3月 角川文庫）
- 陰陽祓い 鬼龍光一シリーズ1（2001年7月 学研M文庫）
  - 【改題】陰陽 祓師・鬼龍光一（2009年10月 中公文庫 / 2016年1月 角川文庫）
- 憑物祓い 鬼龍光一シリーズ2（2003年2月 学研M文庫）
  - 【改題】憑物 祓師・鬼龍光一（2009年11月 中公文庫 / 2016年3月 角川文庫）
- 豹変（2015年6月 KADOKAWA / 2018年9月 角川文庫）
- 呪護（2019年3月 KADOKAWA / 2022年3月 角川文庫）
- 脈動（2023年6月 KADOKAWA）

#### 歌舞伎町特別診療所シリーズ（旧題：犬養和正シリーズ）
- 38口径の告発（1995年2月 トクマノベルス / 1998年10月 幻冬舎文庫 / 2010年3月 朝日文庫 / 2014年5月 徳間文庫）
- 大虎の拳（1996年3月 トクマノベルス）
  - 【改題】闇の争覇（2007年8月 徳間文庫 / 2014年6月 徳間文庫【新装版】）

#### 警視庁捜査一課・碓氷弘一シリーズ
- 触発（1996年9月 中央公論社 / 1998年10月 C★NOVELS / 2001年4月 中公文庫 / 2016年5月 中公文庫【新装版】）
- アキハバラ（1999年4月 中央公論社 / 2001年11月 C★NOVELS / 2004年2月 中公文庫 / 2016年5月 中公文庫【新装版】）
- パラレル（2004年2月 中央公論新社 / 2006年5月 中公文庫 / 2016年5月 中公文庫【新装版】）
- エチュード（2010年11月 中央公論新社 / 2012年11月 C★NOVELS / 2013年12月 中公文庫）
- ペトロ (2012年4月 中央公論新社 / 2015年1月 中公文庫)
- マインド（2015年5月 中央公論新社 / 2018年5月 中公文庫)

#### スクープシリーズ
- スクープですよ！（1997年9月 ジョイ・ノベルス）
  - 【改題】スクープ（2009年2月 集英社文庫）
- ヘッドライン（2011年5月 集英社 / 2013年4月 集英社文庫 / 2015年12月 埼玉福祉会大活字本【上・下】） - 初出：『小説すばる』2010年1月〜12月連載
- クローズアップ（2013年5月 集英社 / 2015年7月 集英社文庫）
- アンカー（2017年5月 集英社 / 2020年2月 集英社文庫）
- オフマイク（2020年7月 集英社 / 2023年2月 集英社文庫）

#### 石神達彦シリーズ
- 神々の遺品（2000年7月 双葉社 / 2002年12月 双葉文庫 / 2020年4月 双葉文庫【新装版】）
- 海に消えた神々（2002年9月 双葉社 / 2005年3月 双葉文庫 / 2020年4月 双葉文庫【新装版】）

#### 美崎照人シリーズ
- 襲撃（2000年10月 徳間文庫 / 2016年12月 実業之日本社文庫）
- 人狼（2001年12月 徳間文庫 / 2013年8月 徳間文庫【新装版】）

#### 虎の道 竜の門
- 虎の道 龍の門 壱（2001年10月 C★NOVELS / 2006年11月 中公文庫）
- 虎の道 龍の門 弐（2002年2月 C★NOVELS / 2006年12月 中公文庫）
- 虎の道 龍の門 参（2002年6月 C★NOVELS / 2007年1月 中公文庫）
  - 【合本】虎の道 龍の門（2019年5月 中公文庫【上・下】）

#### 倉島警部補シリーズ
- 曙光の街（2001年11月 文藝春秋 / 2005年9月 文春文庫）
- 白夜街道（2006年7月 文藝春秋 / 2008年11月 文春文庫）
- 凍土の密約（2009年9月 文藝春秋 / 2012年3月 文春文庫）
- アクティブメジャーズ（2013年8月 文藝春秋 / 2016年2月 文春文庫）
- 防諜捜査（2016年4月 文藝春秋 / 2018年11月 文春文庫）
- ロータスコンフィデンシャル（2021年7月 文藝春秋 / 2023年11月 文春文庫）
- 台北アセット（2023年11月 文藝春秋）
- ニンジャ（2025年5月 文藝春秋）

#### 横浜みなとみらい署シリーズ
- 逆風の街 横浜みなとみらい署暴力犯係（2003年12月 徳間書店 / 2006年6月 徳間文庫）
- 禁断 横浜みなとみらい署暴対係（2010年6月 徳間書店 / 2013年5月 徳間文庫）
- 防波堤 横浜みなとみらい署暴対係（2011年11月 徳間書店 / 2014年10月 徳間文庫）
- 臥龍 横浜みなとみらい署暴対係（2016年2月 徳間書店 / 2018年7月 徳間文庫）
- スクエア 横浜みなとみらい署暴対係（2019年2月 徳間書店 / 2021年11月 徳間文庫）
- 大義 横浜みなとみらい署暴対係（2021年3月 徳間書店 / 2024年1月 徳間文庫）
- トランパー 横浜みなとみらい署暴対係（2023年5月 徳間書店）

#### 任侠シリーズ
- とせい（2004年11月 実業之日本社 / 2007年11月 中公文庫）
  - 【改題】任侠書房（2015年9月 中公文庫）
- 任侠学園（2007年9月 実業之日本社 / 2010年1月 ジョイ・ノベルス / 2012年1月 中公文庫）
- 任侠病院（2011年10月 実業之日本社 / 2013年9月 ジョイ・ノベルス / 2015年9月 中公文庫）
- 任侠浴場（2018年7月 実業之日本社 / 2021年2月 中公文庫）
- 任侠シネマ（2020年5月 実業之日本社 / 2023年5月 中公文庫）
- 任侠楽団（2022年6月 中央公論新社 / 2025年6月 中公文庫）
- 任侠梵鐘（2025年1月 中央公論新社）

#### 琉球空手シリーズ
- 義珍の拳（2005年5月 集英社 / 2009年5月 集英社文庫）
- 武士猿（ブサーザールー）（2009年5月 集英社 / 2012年5月 集英社文庫）
- チャンミーグヮー（2014年9月 集英社 / 2017年12月 集英社文庫）
- 武士マチムラ（2017年9月 集英社 / 2020年11月 集英社文庫）
- 宗棍（2021年6月 集英社 / 2024年4月 集英社文庫）

#### TOKAGEシリーズ
- TOKAGE 特殊遊撃捜査隊（2008年1月 朝日新聞出版 / 2009年12月 朝日文庫 / 2025年7月 朝日文庫【新装版】）
- 天網 TOKAGE2 特殊遊撃捜査隊（2010年2月 朝日新聞出版 / 2012年9月 朝日文庫 / 2025年8月 朝日文庫【新装版】）
- 連写 TOKAGE3 特殊遊撃捜査隊（2014年2月 朝日新聞出版 / 2017年2月 朝日文庫）

#### 同期シリーズ
- 同期（2009年7月 講談社 / 2011年7月 講談社ノベルス / 2012年7月 講談社文庫）
- 欠落（2013年1月 講談社 / 2014年10月 講談社ノベルス / 2015年11月 講談社文庫） - 初出：『小説現代』2011年10月号 - 2012年9月号「シフト」より改題
- 変幻（2017年6月 講談社 / 2018年11月 講談社ノベルス / 2019年10月 講談社文庫）

#### 萩尾警部補シリーズ
- 常習犯（2010年11月 双葉社刊『誇り』〈東直己・堂場瞬一との競作〉に収録）
- 確証（2012年7月 双葉社 / 2015年6月 双葉文庫） - 『小説推理』2011年5月号 - 2012年4月号連載
- 真贋（2016年6月 双葉社 / 2019年6月 双葉文庫）
- 黙示（2020年6月 双葉社 / 2023年7/月 双葉文庫）

#### 警視庁FCシリーズ
- 警視庁FC（フィルム・コミッション)（2011年2月 毎日新聞出版 / 2013年4月 講談社ノベルス / 2014年9月 講談社文庫）
- カットバック 警視庁FCII（2018年4月 毎日新聞出版 / 2020年4月 講談社ノベルス / 2021年4月 講談社文庫）

#### マル暴シリーズ
- マル暴甘糟（2014年11月 実業之日本社 / 2017年10月 実業之日本社文庫）
- マル暴総監（2016年5月 実業之日本社 / 2019年8月 実業之日本社文庫）
- マル暴ディーヴァ（2022年9月 実業之日本社 / 2025年8月 実業之日本社文庫）

#### 継続捜査ゼミシリーズ
- 継続捜査ゼミ（2016年10月 講談社 / 2017年11月 講談社ノベルス / 2018年10月 講談社文庫）
- エムエス 継続捜査ゼミ2（2018年10月 講談社 / 2020年10月 講談社ノベルス / 2021年10月 講談社文庫）

#### サーベル警視庁シリーズ
- サーベル警視庁（2016年12月 角川春樹事務所 / 2018年8月 ハルキ文庫）
- 帝都争乱 サーベル警視庁(2)（2020年9月 角川春樹事務所 / 2022年8月 ハルキ文庫）

#### 機捜235シリーズ
- 機捜235（2019年3月 光文社 / 2022年4月 光文社文庫）
- 石礫 機捜235（2022年5月 光文社 / 2024年11月 光文社文庫）
- 昇華 機捜235（2024年12月 光文社）

#### 神奈川県警少年捜査課シリーズ
- わが名はオズヌ（2000年10月 小学館 / 2003年10月 小学館文庫 / 2014年12月 徳間文庫 / 2021年9月 小学館文庫） - シリーズ前日譚
- ボーダーライト（2021年10月 小学館）
  - 【改題】ボーダーライト 神奈川県警少年捜査課（2024年8月 小学館文庫）
- リミックス 神奈川県警少年捜査課（2024年9月 小学館）

### シリーズ外作品
- 海神の戦士（1983年3月 トクマノベルズ / 1988年7月 徳間文庫 / 2024年5月 朝日文庫）
  - 【改題】獅子神（バール）の密命（2011年1月 朝日文庫)
- レコーディング殺人事件（1983年12月 講談社ノベルス）
  - 【改題】フェイク 疑惑（2010年9月 講談社文庫)
- 怪物が街にやってくる（1985年6月 泰流社 / 1988年6月 大陸ノベルス / 2009年6月 朝日文庫 / 2018年4月 徳間文庫） - デビュー作を含む短編集
- 茶室殺人伝説（1986年4月 サンケイノベルス / 2009年9月 講談社文庫）
- 夢見るスーパーヒーロー（1986年10月 光風社出版）
  - 【改題】夢拳士（ドリーミングヒーロー）アイドルを救え!!（1990年1月 天山文庫）
- 男たちのワイングラス（1989年4月 ジョイ・ノベルス / 2018年6月 実業之日本社文庫）
  - 【改題】マティーニに懺悔を（2001年2月 ハルキ文庫 / 2012年9月 ハルキ文庫【新装版】）
- 遠い国のアリス（1989年4月 広済堂出版 / 2010年10月 PHP文芸文庫 / 2016年3月 徳間文庫）
- 25時のシンデレラ（1992年6月 ジョイ・ノベルス）
  - 【改題】デビュー（2013年8月 実業之日本社文庫）
- 闘魂パンテオン（1992年6月 大陸ノベルス / 1993年6月 徳間文庫）
  - 【改題】ドリームマッチ（2012年2月 徳間文庫）
- 拳と硝煙（1994年4月 トクマノベルズ）
  - 【改題】赤い密約（2007年12月 徳間文庫 / 2017年8月 徳間文庫【新装版】）
- シンゲン（1994年9月 ジョイ・ノベルス）
  - 【改題】迎撃（2010年7月 徳間文庫 / 2023年10月 徳間文庫【新装版】）
- 事件屋（1994年12月 光風社出版）
- 龍の哭く街（1995年12月 飛天ノベルス / 2010年3月 ジョイ・ノベルス / 2011年8月 集英社文庫 / 2025年2月 徳間文庫）
- 波涛の牙 海上保安庁特殊救難隊出動す（1996年4月 祥伝社ノン・ノベル）
  - 【改題】波涛の牙（2004年2月 ハルキ文庫）
  - 【改題】波涛の牙 海上保安庁特殊救難隊（2011年1月 ハルキ文庫【新装版】）
- 慎治（1997年8月 双葉社 / 1999年10月 双葉文庫 / 2007年8月 中公文庫 / 2017年5月 中公文庫【新装版】）
- 惣角流浪（1997年10月 集英社 / 2001年10月 集英社文庫）
- レッド（1998年8月 文藝春秋 / 2003年4月 ハルキ文庫 / 2011年8月 ハルキ文庫【新装版】）
- 時空（とき）の巫女（1998年12月 角川春樹事務所 / 1999年11月 ハルキ文庫 / 2009年5月 ハルキ文庫【新装版】）
- 山嵐（2000年11月 集英社 / 2003年2月 集英社文庫）
- 武打星（2002年3月 毎日新聞出版 / 2005年2月 C★NOVELS / 2009年1月 新潮文庫 / 2020年5月 中公文庫）
- 殺人ライセンス（2002年5月 メディアファクトリー / 2008年2月 ジョイ・ノベルス / 2014年2月 実業之日本社文庫 / 2019年4月 角川文庫）
- 提督たちの大和 小説伊藤整一（2005年12月 ハルキ文庫）
- 膠着（2006年12月 中央公論新社 / 2010年1月 中公文庫）
  - 【改題】膠着 スナマチ株式会社奮闘記（2020年1月 中公文庫）
- 機動戦士Ζガンダム外伝 ティターンズの旗のもとに ADVANCE OF Ζ（2008年3月 メディアワークス【上・下】）
  - 【改題】ティターンズの旗のもとに ADVANCE OF Ζ（2010年7月 メディアワークス文庫【上・下】 / 2016年8月 角川文庫【上・下】）
- 心霊特捜（2008年8月 双葉社 / 2011年10月 双葉文庫 / 2024年12月 双葉文庫【新装版】）
- 叛撃（2010年7月 有楽出版社 / 2012年1月 ジョイ・ノベルス / 2015年12月 実業之日本社文庫）
- ビギナーズラック【初期短編集】（2011年3月 徳間文庫 / 2024年7月 徳間文庫【新装版】）
- 軌跡【文庫オリジナル短編集】（2014年2月 角川文庫）
- 精鋭（2015年2月 朝日新聞出版 / 2018年2月 朝日文庫）
- 寮生 一九七一年、函館。（2015年10月 集英社 / 2017年6月 集英社文庫）
- キンモクセイ（2018年12月 朝日新聞出版 / 2021年1月 ソノラマノベルス / 2021年12月 朝日文庫）
- 天を測る（2020年12月 講談社 / 2023年9月 講談社文庫）
- 署長シンドローム（2023年3月 講談社 / 2024年3月 講談社ノベルス / 2025年3月 講談社文庫）
- 海風（2024年8月 集英社）
- 署長サスピション（2025年4月 講談社）

### 小説以外
- 琉球空手、ばか一代（2008年5月 集英社文庫） - 空手を中心とした自伝エッセイ
- 武道のリアル（2011年2月 エンターブレイン） - 押井守との対談本
- 流行作家は伊達じゃない（2014年1月 ハルキ文庫） - 自伝エッセイ

### アンソロジー（編纂）
- 今野敏選 スペシャル・ブレンド・ミステリー 謎006（2011年9月 講談社文庫）

### アンソロジー（収録）
「」内が今野敏の作品
日本冒険作家クラブ・編
- 友！（1988年11月 徳間文庫）「戦場を去った男」
- 闘！（1993年8月 徳間文庫）「ビギナーズ・ラック」

日本推理作家協会・編
- 推理小説代表作選集 1997年版（1997年6月 講談社）「刑事部屋の容疑者たち」
  - 【再編集・改題】殺ったのは誰だ?! ミステリー傑作選36（1999年11月 講談社文庫）
- 最新「珠玉推理（ベスト・オブ・ベスト）」大全〈上〉（1998年8月 光文社カッパ・ノベルス）「スカウト」
  - 【改題】幻惑のラビリンス 日本ベストミステリー選集28（2001年5月 光文社文庫）
- ザ・ベストミステリーズ1999 推理小説年鑑（1999年6月 講談社）「部下」
  - 【再編集・改題】密室＋アリバイ＝真犯人 ミステリー傑作選40（2002年2月 講談社文庫）
- 名探偵で行こう（2001年9月 光文社カッパ・ノベルス / 2004年6月 光文社文庫）「最前線」
- 小説 こちら葛飾区亀有公園前派出所(2007年5月 集英社 / 2011年5月 集英社文庫)「キング・タイガー」
- ザ・ベストミステリーズ2008 推理小説年鑑（2008年7月 講談社）「薔薇の色」
  - 【分冊・改題】Play推理遊戯 ミステリー傑作選（2011年4月 講談社文庫）
- 奇想博物館（2013年12月 光文社 / 2017年5月 光文社文庫）「常習犯」
- 現場に臨め（2010年10月 光文社カッパ・ノベルス / 2014年4月 光文社文庫）「冤罪」
- ミステリーの書き方（2010年11月 幻冬舎 / 2015年10月 幻冬舎文庫）※執筆作法「アクションをいかに描くか」
- ザ・ベストミステリーズ2014 推理小説年鑑（2014年5月 講談社）「暁光」
  - 【分冊・改題】Life 人生、すなわち謎 ミステリー傑作選 (2017年4月 講談社文庫)
- タッグ 私の相棒（2015年6月 角川春樹事務所）「光陰」
  - 【改題】警察アンソロジー 私の相棒（2017年6月 ハルキ文庫）
- 警察アンソロジー 所轄（2016年10月 ハルキ文庫）「みぎわ」
- 殺意の隘路（2016年12月 光文社 / 2020年5月 光文社文庫【下】）「人事」
- ザ・ベストミステリーズ2017 推理小説年鑑（2017年5月 講談社）「みぎわ」
  - 【再編集・改題】ベスト6ミステリーズ2016（2020年4月 講談社文庫）
- 推理作家謎友録 日本推理作家協会70周年記念エッセイ（2017年8月 角川文庫）※エッセイアンソロジー
- 夢現 日本推理作家協会70周年アンソロジー（2017年10月 集英社文庫）「入梅」
- 1968 三億円事件（2018年12月 幻冬舎文庫）「特殊詐欺研修」
- 沈黙の狂詩曲（2019年11月 光文社）「不屈」
  - 【分冊・改題】沈黙の狂詩曲 精華編 Vol.2（2021年6月 光文社文庫）
- 陥穽の円舞曲（2022年11月 光文社）「参事官」

日本文藝家協会・編
- 短篇ベストコレクション 現代の小説2007（2007年6月 徳間文庫）「休暇」
- 短篇ベストコレクション 現代の小説2009（2009年6月 徳間文庫）「冤罪」
- 短篇ベストコレクション 現代の小説2011（2011年6月 徳間文庫）「防波堤」
- 短篇ベストコレクション 現代の小説2012（2012年6月 徳間文庫）「監察 横浜みなとみらい署暴対係」
- 短篇ベストコレクション 現代の小説2017（2017年6月 徳間文庫）「タマ取り」
- 短篇ベストコレクション 現代の小説2020（2020年6月 徳間文庫）「密行」

日本SF作家クラブ・編
- SF JACK（2013年3月 角川書店 / 2016年2月 角川文庫）「チャンナン」

その他
- ミステリーの書き方（2010年11月 幻冬舎 / 2015年10月 幻冬舎文庫）※執筆作法「アクションをいかに描くか」
- いまこそ私は原発に反対します。（2012年3月 平凡社) ※小説、詩、エッセイ、評論などのアンソロジー「原発いらない人々」
- 警官の貌（2014年3月 双葉文庫）「常習犯」
- 私がデビューしたころ ミステリ作家51人の始まり（2014年6月 東京創元社）※エッセイアンソロジー「書き続けること」
- 激動 東京五輪1964（2015年9月 講談社 / 2020年4月 講談社文庫）「アリバイ」
- 冒険の森へ 傑作小説大全14 格闘者の血（2016年1月 集英社）「惣角流浪」
- 惑―まどう― アンソロジー（2017年7月 新潮社 / 2022年2月 実業之日本社文庫）「内助」
- 警官の目（2019年7月 双葉文庫）「消えたホトケ」
- 葛藤する刑事たち 警察小説アンソロジー（2019年11月 朝日文庫）「薔薇の色」
- 矜持 警察小説傑作選（2021年1月 PHP文芸文庫）「熾火」
- Day to Day（2021年3月 講談社 / 2021年3月 講談社【愛蔵版】）「5/20」
- 相剋 警察小説傑作選（2022年1月 PHP文芸文庫）「オブリガート」
- 偽りの捜査線 警察小説アンソロジー（2022年6月 文春文庫）「ニンジャ」

### 漫画原作
- ケンカ駆け込み寺 用心坊（1989年〜1993年、画：土山しげる、マンサンコミックス、全19巻）
- スーパーバトルコップKEIJI（1990年〜1991年、画：上田久治、マンサンコミックス、全2巻）
- 運び屋（1996年8月、画：渡辺みちお、マンサンコミックス）
- なにくそ!! - （1998年、画：竜崎遼児、漫画サンデーフォアマン（実業之日本社)、全1巻）
- とせい 任侠書房（2010年8月〜2011年2月、画：渡辺保裕、マンサンコミックス、全3巻）
- 任侠学園（画：渡辺保裕、マンサンコミックス、全4巻）

## メディア・ミックス

### 映画
- 映画 ST 赤と白の捜査ファイル（2015年1月10日公開、配給：東宝、監督：佐藤東弥、主演：藤原竜也）
- 任侠学園（2019年9月27日公開、配給：エイベックス・ピクチャーズ、監督：木村ひさし、主演：西島秀俊・西田敏行）

### テレビドラマ
NHK
- 日だまり刑事 容疑者リオの涙（1997年6月1日 - 6月29日、NHK BS2、主演：鹿賀丈史、原作：リオ）

テレビ東京系
- 女と愛とミステリー
  - 警視庁・樋口警部補 朱夏 警視庁脅迫事件（BSジャパン：2003年8月17日・テレビ東京：8月20日、主演：内藤剛志、原作：朱夏）
  - 警視庁・樋口警部補2 リオ 水曜日の殺人者（BSジャパン：2004年9月12日・テレビ東京：9月15日、主演：内藤剛志、原作：リオ）

- 水曜ミステリー9
  - 廉恥 警視庁強行犯 樋口顕（2015年2月25日、主演：内藤剛志、原作：廉恥）
  - ビート 警視庁強行犯・樋口顕（2015年8月26日、主演：内藤剛志、原作：ビート）
  - 烈火 警視庁強行犯 樋口顕（2016年12月21日、主演：内藤剛志、オリジナル脚本）

- 回帰 警視庁強行犯係・樋口顕（2018年12月14日、主演：内藤剛志、原作：回帰）
- 聖域 警視庁強行犯係・樋口顕（2019年9月2日、主演：内藤剛志、オリジナル脚本）
- 機捜235（2020年4月24日、主演：中村梅雀）
- 月曜プレミア8
  - 警視庁強行犯係・樋口顕（2020年 - 、主演：内藤剛志）
  - 警視庁臨海署安積班（2021年2月8日、主演：寺脇康文、原作：二重標的（ダブルターゲット）東京ベイエリア分署）
  - 機捜235II・III（2021年7月19日・2022年5月16日、主演：中村梅雀）

- 金曜8時のドラマ
  - 警視庁強行犯係・樋口顕 Season1（2021年1月15日 - 2月19日、全6話、主演：内藤剛志）
  - 警視庁強行犯係・樋口顕 Season2（2022年7月15日 - 9月2日、全8話、主演：内藤剛志）
  - 機捜235×強行犯係 樋口顕（2023年1月27日 - 3月10日、全7話、主演：中村梅雀）

- TOKAGE 警視庁特殊犯捜査係（2025年6月30日、主演：反町隆史）

テレビ朝日系
- 土曜ワイド劇場
  - 隠蔽捜査（2007年3月10日、主演：陣内孝則）
  - 隠蔽捜査2〜果断（2008年10月4日、主演：陣内孝則、原作：果断 隠蔽捜査2）

- 警部補・碓氷弘一 〜殺しのエチュード〜（2017年4月9日、主演：ユースケ・サンタマリア、原作：エチュード）
- 日曜プライム
  - 警部補・碓氷弘一 〜マインド〜（2018年11月25日、主演：ユースケ・サンタマリア、原作：マインド）

TBS系
- ハンチョウシリーズ（主演：佐々木蔵之介、原作：安積班シリーズ）
  - ハンチョウ〜神南署安積班〜 シリーズ1（2009年4月13日 - 7月20日、全15話）
  - ハンチョウ〜神南署安積班〜 シリーズ2（2010年1月11日 - 3月22日、全11話）
  - ハンチョウ〜神南署安積班〜 シリーズ3（2010年7月5日 - 9月20日、全12話）
  - ハンチョウ〜神南署安積班〜 シリーズ4（2011年4月11日 - 6月27日、全12話）
  - ハンチョウ〜警視庁安積班〜 シリーズ5（2012年4月9日 - 6月25日、全12話）
  - ハンチョウ〜警視庁安積班〜 シリーズ6（2013年1月14日 - 3月18日、全10話）

- 確証〜警視庁捜査3課（2013年4月15日 - 6月24日、全11話、主演：高橋克実・榮倉奈々、原作：確証）
- 隠蔽捜査（2014年1月13日 - 3月24日、全11話、主演：杉本哲太・古田新太、原作：『隠蔽捜査』シリーズ）
- 月曜ゴールデン
  - スクープ 遊軍記者・布施京一（2015年6月15日、主演：上川隆也、原作：スクープ）

- 月曜名作劇場
  - 確証〜警視庁捜査三課（2017年11月6日、主演：吉田栄作・内山理名、原作：確証）
  - 警視庁東京湾臨海署〜安積班（2019年2月25日、主演：中村芝翫、原作：潮流 東京湾臨海署安積班）
  - 隠蔽捜査〜去就〜（2019年3月11日、主演：杉本哲太・古田新太、原作：去就 隠蔽捜査6）

WOWOW
- ドラマW
  - ビート（2011年2月13日、主演：奥田瑛二）
  - 同期（2011年2月20日、主演：松田龍平）

日本テレビ系
- ST 警視庁科学特捜班（2013年4月10日、主演：藤原竜也）
- ST 赤と白の捜査ファイル（2014年7月16日 - 9月17日、全10話、「水曜ドラマ」枠、主演：藤原竜也）

## 出演・その他
- 映画『立喰師列伝』（2006年 監督：押井守） - 紺野敏 役
- 映画『ASSAULT GIRLS』（2009年 監督：押井守） - 武術指導
- 映画『28 1/2 妄想の巨人』（2010年 監督：押井守） - 劇中コメント協力
- 映画『二流小説家 シリアリスト』（2013年 監督：猪崎宣昭） - 作家 役
- 映画『THE NEXT GENERATION -パトレイバー-』（2014年 総監督：押井守） - 警視総監 役